# Dissotrocha decembullata
Dissotrocha decembullata är en hjuldjursart som beskrevs av Koste 1996. Dissotrocha decembullata ingår i släktet Dissotrocha och familjen Philodinidae. Inga underarter finns listade i Catalogue of Life.